# ليه جونز (لاعب دوري الرغبي)
ليه جونز (بالإنجليزية: Les Johns)‏ هو لاعب دوري الرغبي أسترالي، ولد في 22 يوليو 1942 في نيوكاسل في أستراليا.